# Borrén-La Iglesia
Borrén-La Iglesia (llamada oficialmente A Borrén) es una entidad de población situada en la parroquia de Navea, del municipio español de Puebla de Trives, en la provincia de Orense, Galicia.

## Demografía
La entidad de población de Borrén-La Iglesia no consta ni en las bases de datos del INE ni en las del IGE por lo que se desconocen los datos demográficos de la misma.